# Bleret
Bleret (en wallon Blèrèt)est une section de la ville belge de Waremme, située en Région wallonne dans la province de Liège. C'était une commune à part entière avant la fusion des communes de 1971
Elle dispose de la halte de Bleret qui est toujours en service sur la ligne 36.

## Démographie
- Sources:INS, Rem:1831 jusqu'en 1970=recensements, 1976= nombre d'habitants au 31 décembre

## Vie associative